# Stéphane Tolar
Stéphane Tolar (Saint-Louis, 4 luglio 1984) è un pallavolista francese.

## Palmarès

### Club
- Coppa di Francia: 1

2010-11